# Guido Amoretti
Guido Amoretti (Torino, 18 dicembre 1920 – Torino, 14 luglio 2008) è stato un generale italiano.

## Carriera militare
Allievo della Regia Accademia di Fanteria e Cavalleria di Modena dal 1940 al 1942, viene nominato sottotenente in servizio permanente effettivo (SPE) il 23 marzo 1942.
Durante la seconda guerra mondiale prese parte ad operazioni belliche sul fronte Balcanico quale comandante di plotone e di compagnia di fucilieri negli anni 1942 e 1943.
Fatto prigioniero dalle truppe tedesche dopo l'armistizio dell'8 settembre 1943, fu deportato in Germania dall'ottobre dello stesso anno al maggio 1945 e trasferito in vari campi di concentramento nazisti.
Ripreso il servizio attivo nel 1945, percorre vari gradi, ricoprendo successivamente numerosi incarichi di comando e di ufficio presso vari corpi, enti ed istituti nazionali e della NATO. Frequentò alcuni corsi all'estero su argomenti tattico nucleari e di impiego delle unità. Raggiunto il grado di colonnello, fu poi messo in congedo con il grado di generale di brigata.
Appassionato archeologo e studioso della storia italiana, fu autore de Il Ducato di Savoia dal 1559 al 1713, opera pubblicata dalla Famija Turinèisa in quattro tomi fra il 1984 e il 1988. A lui si deve l'ideazione del Museo Pietro Micca e dell'assedio di Torino del 1706.

## Pubblicazioni
- La verità storica su Pietro Micca, dopo il ritrovamento della scala esplosa 1958-1959;